# تپه موسی بدربان
تپه موسی بدربان مربوط به عصر مس و سنگ - عصر برنز است و در شهرستان صحنه، بخش مرکزی، روستای بدربان واقع شده و این اثر در تاریخ ۱۸ خرداد ۱۳۸۴ با شمارهٔ ثبت ۱۱۸۲۳ به‌عنوان یکی از آثار ملی ایران به ثبت رسیده است.